# Poșta Veche (cartier)

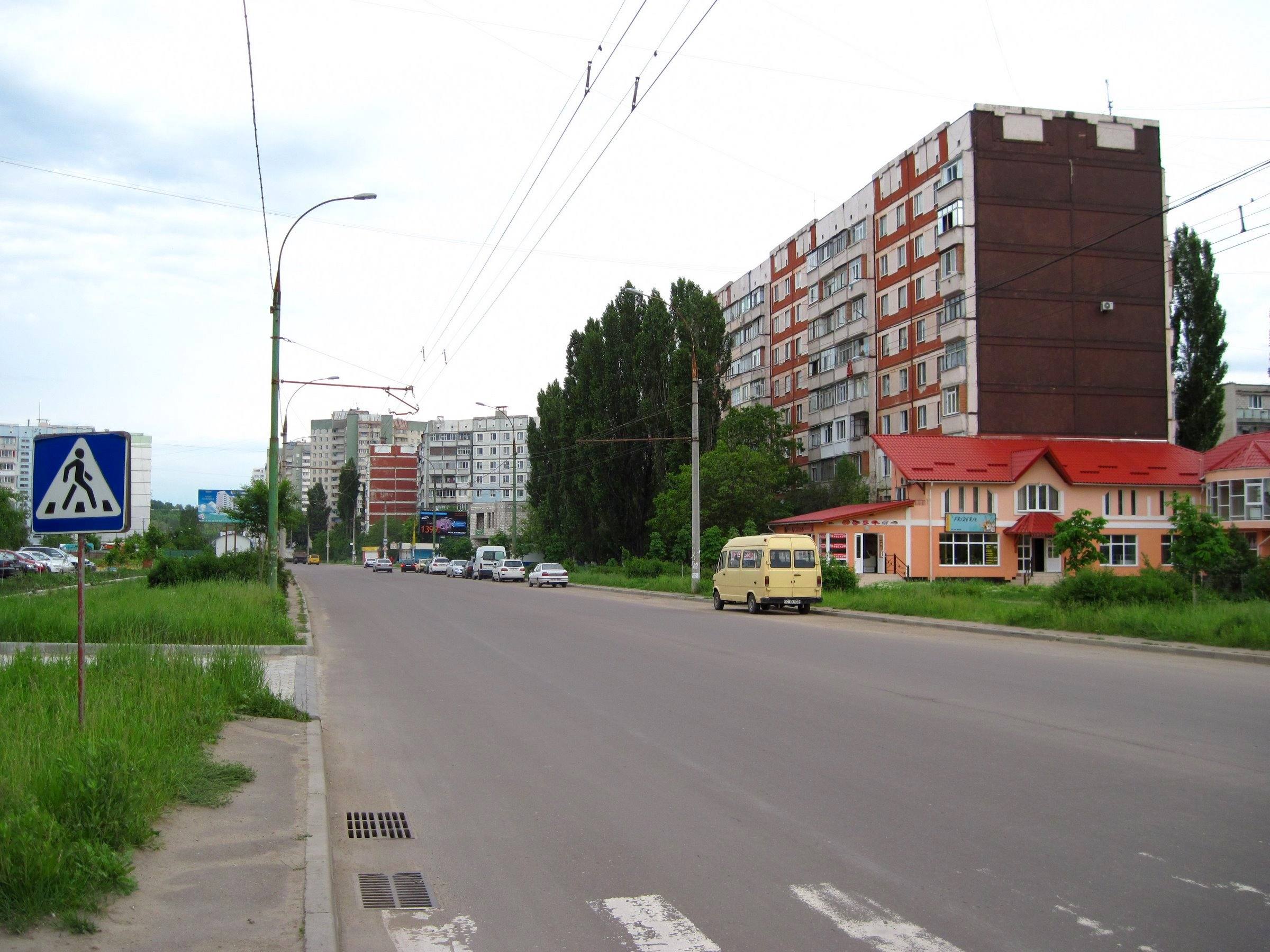
Strada Ceucari, una din arterele importante din cartier

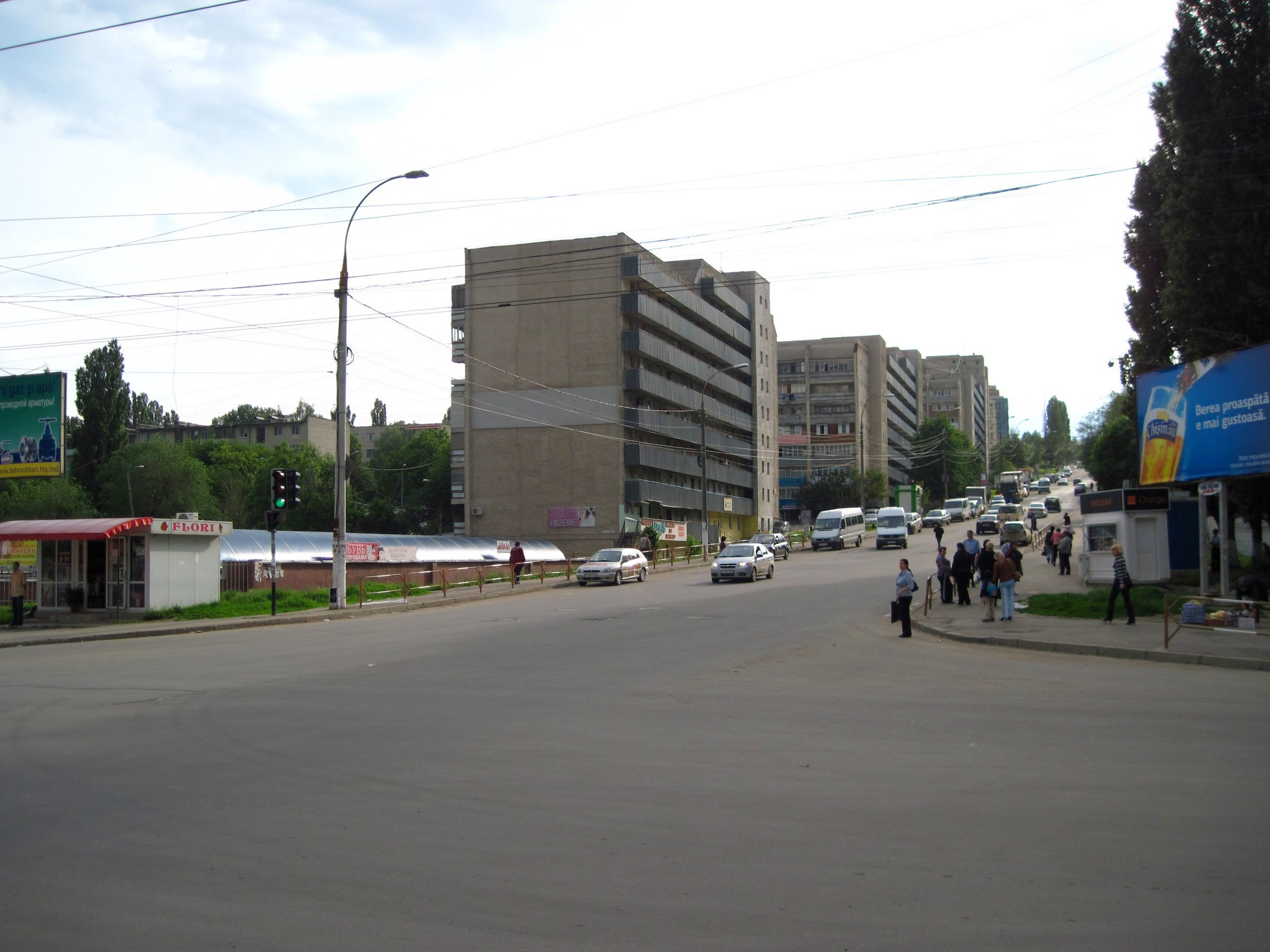
Strada Socoleni

Poșta veche este un cartier din sectorul Rîșcani, municipiul Chișinău, Republica Moldova. Principalele artere sunt străzile: str. Calea Orheiului și str. Ceucari; în nord-vest, periferia cartierului, de alt fel și urbană a orașului Chișinău, este delimitată de magistrala M21.

## Istoric
Cartierul a apărut pe locul satului omonim de la începutul sec. al XIX-lea, numit după o veche stație de poștă, situată la periferia târgului Chișinău, la intrarea dinspre Orhei. În 1912, satul avea cca. 150 de gospodării cu o populație de circa 600 de locuitori. Localitatea a fost încadrată în perimetrul orașului în anii '20 ai secolului al XX-lea. De-a lungul istoriei, a fost populat în mare parte de țărani, dar și muncitori la calea ferată, meșteșugari, negustori, ș.a. Pe alocuri, cartierul și-a păstrat vechiul aspect: străzi înguste, case mici cu loturi de pământ, împrejmuite cu garduri de scânduri ori de piatră. 
Transport Public
Instrucțiuni către Poșta Veche (Chişinău) cu transportul public:  
Următoarele linii de tranzit au rute care ajung aproape de Poșta Veche

## Legături externe
- Poșta Veche, satul din oraș Timpul de dimineață. Accesat la 18 noiembrie 2009
- Imnul Poștei Vechi: „Poșta veche, piatră rară din oraș”.  ProTv.md; Accesat la 7 mai 2014
- Chișinău, etapele devenirii urbane (1436 - 1812) Arhivat în 18 martie 2015, la Wayback Machine. pe Istoria.md
- Cartierul Poșta Veche pe wikimapia.md